# رقشة
رَقْشَة أو خَرْدَلَة جنس من الفطريات. أنواعه عديدة منها مؤذية وبعضها شديد الأذى.

## الأنواع
من أنواعه:
- رقشة الإجاص
- رقشة اللوزيات
- رقشة الورديات